# (841) Arabella
Arabella és l'asteroide número 841. És un asteroide del cinturó principal i va ser descobert per l'astrònom Max Wolf des de l'observatori de Heidelberg (Alemanya), l'1 d'octubre de 1916.